# Quan la pols es fa cendra
Quan la pols es fa cendra (originalment, en danès: Når støvet har lagt sig) és una sèrie de televisió danesa. A escala internacional, la producció també es va comercialitzar amb el nom en anglès de When the Dust Settles. La sèrie es va realitzar en col·laboració amb les emissores nòrdiques DR, SVT, NRK, RÚV i Yle. Es va estrenar el febrer de 2020 en el canal danès DR1.
En el mateix any, es va estrenar a FilminCAT, on es pot veure subtitulat en català (VOSC).

## Argument
La sèrie de televisió mostra les vides de vuit persones diferents en el temps abans, durant i després d'un atac terrorista fictici en un restaurant de Copenhaguen. En primer lloc, es mostra un clip de l'atemptat abans de tirar la vista enrere als dies anteriors a aquest. Les històries dels personatges es creuen en el temps. Els personatges que es mostren amb més detall són un lampista amb la seva família, una cambrera del restaurant amb una filla petita, l'amo del restaurant que ve de Groenlàndia, un cantant, petits delinqüents, la jove sense sostre Ginger i la ministra de Justícia Elisabeth Hoffmann amb la seva dona Stina i el seu pare que viu en una residència d'ancians. Durant l'atac en el restaurant, diverses persones acaben morint, entre elles l'esposa del ministre de Justícia. Com a resultat, les persones, que estan afectades per l'atac de diferents maneres, tracten de fer front amb el que ha succeït. Mentrestant, la policia intenta trobar als assassins.